# 静岡新聞・静岡放送東京支社ビル
静岡新聞・静岡放送東京支社ビル（しずおかしんぶん・しずおかほうそうとうきょうししゃビル）は、東京都中央区銀座八丁目にある建築物である。文字通り静岡新聞と静岡放送（いずれも静新SBSグループ）が東京支社機能を置くほか、山梨日日新聞・山梨放送（いずれも山日YBSグループ）東京支社も本ビル4・5階に入居する。丹下健三の設計による、メタボリズムの思想を取り入れた建物として知られる。

## 建築
外堀通りと東京高速道路に挟まれた敷地に、濃い茶色の円筒形のコアから箱状のオフィスが張り出す独特な形状をとる。新幹線からもよく見える。
丹下が、弟子の磯崎新のプロジェクトに触発されたもので、将来的には複数のコアを建て、それらを空中に渡した床で連結することを考えたものである。丹下は本ビル以前に、電通の吉田秀雄の依頼を受け、築地地区において複数のコア間の空中に床を渡らせる構造の立体的な再開発計画「築地計画」を立ち上げたが、吉田の急逝により電通本社ビル（のちの電通テック本社ビル。汐留の電通本社ビルとは異なる）1棟を建設するにとどまっている。本ビルは、幻となった築地計画が、一部とはいえ実現したものと言える。